# Моцекане
Моцекане (итал. Mozzecane) је насеље у Италији у округу Верона, региону Венето.
Према процени из 2011. у насељу је живело 4394 становника. Насеље се налази на надморској висини од 47 м.

## Становништво
Према резултатима пописа становништва 2011. у општини је живело 7.005 становника.
| 1931. | 1936. | 1951. | 1961. | 1971. | 1981. | 1991. | 2001. | 2011. |
| ----- | ----- | ----- | ----- | ----- | ----- | ----- | ----- | ----- |
| 2.729 | 2.745 | 2.964 | 2.893 | 2.786 | 3.592 | 4.291 | 4.949 | 7.005 |